# Daïra d'Oggaz
La daïra d'Oggaz est une circonscription administrative algérienne située dans la wilaya de Mascara. Son chef-lieu est situé sur la commune éponyme d'Oggaz.

## Communes
La daïra regroupe les trois communes d'Oggaz, Alaimia et Ras Ain Amirouche.

## Biodiversité
Cette daïra abrite une forêt et aire protégée et réserve de chasse comme celles de la forêt de Zéralda à Alger, de Oggaz à Mascara, d'Aïn Ghoraba à Tlemcen, d'Aïn Maabed à Djelfa et enfin de la réserve de biosphère de Réghaïa.